# Suillia grunini
Suillia grunini är en tvåvingeart som beskrevs av Gorodkov 1977. Suillia grunini ingår i släktet Suillia och familjen myllflugor. Inga underarter finns listade i Catalogue of Life.